# 羅伯特·諾齊克
羅伯特·諾齊克（英語：Robert Nozick；1938年11月16日—2002年1月23日）是美國哲學家、哈佛大学教授。

## 生平
1938年生於紐約的布鲁克林区，父親是來自俄羅斯的猶太人企業家。他畢業於哥倫比亞大學、牛津大学和普林斯顿大学，並且成為了當代英語國家哲學界的主要人物，他對政治哲學、决策论、和知識論都做出了重要的貢獻。他最知名的著作是在1974年撰寫的《無政府、國家與烏托邦》一書，當中他以自由意志主義的觀點出發，反駁同系教授约翰·罗尔斯在1971年出版的《正義論》一書。
諾齊克的妻子是美國詩人Gjertrud Schnackenberg。在經過多年與恶性肿瘤的艱苦奮鬥後，諾齊克於2002年去世。他的遺體被埋葬於剑桥附近的奧本山公墓。

## 哲學成就
諾齊克的《無政府、國家與烏托邦》一書在出版的隔年便獲得美國國家圖書獎，他在書中主張任何物資的分配，只要是透過成人間的自願貿易、同時財產根基於正當的基礎，那麼這種分配便是正義的，即使這種分配數量極大亦然。諾齊克在書中套用了伊曼努尔·康德的理論，亦即個人在哲學上應該被視為一種「目標」（他將之稱為「人類的分立」）而不只是一種「手段」。諾齊克以此挑戰約翰·羅爾斯在《正義論》一書中的論點，羅爾斯主張收入的分配若要正義便必須至少照顧到最貧窮的人，諾齊克則主張強迫分配收入就好像將人們視為只是一種財富來源一般。
諾齊克在幾年後所著的《生命之檢驗》一書裡宣稱他已拋棄了《無政府、國家與烏托邦》中的自由至上主義觀點，他稱當年自己的觀點其實「相當不適當」。不過，在2001年接受訪問時，諾齊克澄清了他的立場：「我在《生命之檢驗》一書裡所要表達的，是我已經不再抱持之前非常堅定的自由至上主義立場了。但許多指控我脫離了（或背叛了）放任自由主義的謠言也未免太過誇張了。」
諾齊克在1981年出版的《哲學解釋》一書則獲得ΦΒΚ会（Phi Beta Kappa Society）頒發愛默生獎，諾齊克在書中對知识、自由意志、個人認同、價值觀的本質、以及生命的涵義等哲學概念都提供了嶄新的看法，同時也試著提出一種新的知識論體系，他試圖避開以證成（justification）來作為取得知識的必須途徑，這個論點後來對哲學界影響極大。
諾齊克在1989年所著的《生命之檢驗》一書裡更廣泛的探討了愛情、死亡、信仰、現實、以及生命的涵義。1993年的《理性的本質》一書則呈現了一套實踐理性的理論，他試圖將傳統上刻板的决策论加以美化。《蘇格拉底的困惑》（1997）一書則集合了諾齊克的一系列論文，討論了從艾茵·蘭德、奧地利經濟學派乃至動物權利等議題。諾齊克所著的最後一本書是2001年的《恆常》，在哲學的必然性和道德價值的領域上，提出了他在對物理學和生物學、乃至客观能力等問題的看法。
諾齊克以他求知性的、探索性的研究風格，以及他所採用的普世教會主義方法論而聞名。他經常在著作中提出極具思辯性的哲學問題，接著便將問題的答案留給讀者自行判斷。除了在哲學領域外，諾齊克也常將其他許多的領域（例如經濟學、物理學、进化生物学）套用至他的哲學作品裡，以此增加論點的生動性和說服力。

## 批評
羅格斯大學兼職教授本·布爾吉斯（Ben Burgis）在一篇關於勞動價值論的文章中提及了羅伯特·諾齊克所持有關於財產權的觀點，並且引用了著名政治哲學家杰拉爾德·艾倫·科恩（Gerald Allan Cohen）所提出的説法來抨擊羅伯特·諾齊克所持有的觀點。
人民政策項目（People’s Policy Project）的創辦人馬特·布魯尼格（Matt Bruenig）在一篇被發表於2018年3月16日的文章中批駁了羅伯特·諾齊克所提出關於私有財產權的起源的説法，認為這個説法使得自由至上主義當中的互不侵犯原則與私有財產權相衝突。

## 著作
- 《恆常：客觀世界的結構》 Invariances: The Structure of the Objective World (2001年/2003年) ISBN 0-674-01245-3
- 《蘇格拉底的困惑》 Socratic Puzzles (1997年) ISBN 0-674-81653-6
- 《理性的本質》 The Nature of Rationality (1993年/1995年) ISBN 0-691-02096-5
- 《生命之檢驗》 The Examined Life (1989年) ISBN 0-671-72501-7
- 《哲學解釋》 Philosophical Explanations (1981年) ISBN 0-19-824672-2
- 《無政府、國家與烏托邦》 Anarchy, State, and Utopia (1974年/2001年) ISBN 0-631-19780-X

## 外部連結
- 在Find a Grave上的羅伯特·諾齊克
- Robert Nozick: Political Philosophy （页面存档备份，存于） – overview of Nozick in the Internet Encyclopedia of Philosophy
- 中的“Robert Nozick”